# Breutelia minuta
Breutelia minuta là một loài rêu trong họ Bartramiaceae. Loài này được Herzog mô tả khoa học đầu tiên năm 1916.